# Більська сільська рада (Росія)
Бі́льська сільська рада (рос. Бельский сельский совет) — муніципальне утворення у складі Гафурійського району Башкортостану, Росія. Адміністративний центр — село Інзелга.

## Населення
Населення — 737 осіб (2019, 825 в 2010, 891 в 2002).

## Склад
До складу поселення входять такі населені пункти:
| Населений пункт           | Населення, осіб (2002) | Населення, осіб (2010) |
| ------------------------- | ---------------------- | ---------------------- |
| Інзелга, село             | 441                    | 389                    |
| Краснодубровськ, присілок | 24                     | 12                     |
| Кутлугуза, присілок       | 307                    | 314                    |
| Новокарамишево, присілок  | 91                     | 81                     |
| Цапаловка, присілок       | 28                     | 29                     |